# Force de l'Union européenne
Ne doit pas être confondu avec Forces armées des États de l'Union européenne.
La force de l'Union européenne (EUFOR, contraction anglaise pour European Union Force) est un nom générique utilisé pour désigner certaines opérations militaires des forces opérationnelles de l'Union européenne dans le cadre de la politique de sécurité et de défense commune (PSDC).
Le nom de code de l'opération, qui suit le terme EUFOR, fait soit référence à la mythologie grecque (par exemple, le personnage de Althéa), soit au lieu du déploiement. Il s'agit d'un déploiement temporaire et ne doit pas être confondu ni avec l'Eurocorps (Corps de réaction rapide européen), ni avec l'ancienne EUROFOR. Le nom a sans doute été inspiré des opérations de l'OTAN telles que l'IFOR, la SFOR ou la KFOR.

## Forces en mission

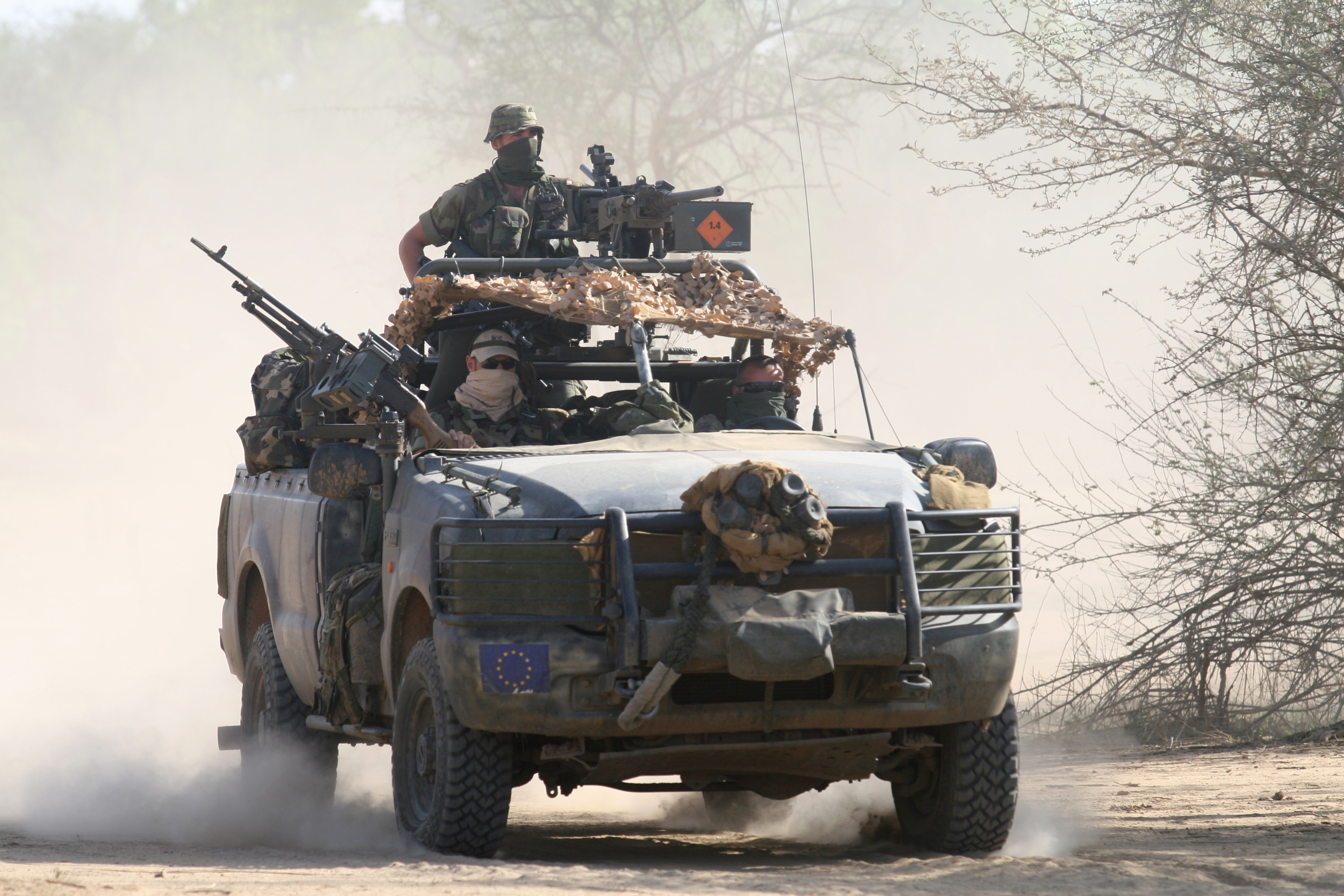
Unité du Army Ranger Wing irlandais en mission au Tchad.

Ce nom a été utilisé à plusieurs reprises, bien qu'une vingtaine d'opérations aient été accomplies dans le cadre de la politique étrangère et de sécurité commune au titre des opérations et les missions de l'UE :
- En Bosnie-Herzégovine, pour la force EUFOR Althea (2004), qui fournit aux forces armées de Bosnie et d'Herzégovine un appui au renforcement des capacités et à la formation de leurs unités, tout en soutenant les efforts déployés par la Bosnie-Herzégovine pour maintenir la sécurité dans le pays[1].
- En Macédoine du Nord, pour la force EUFOR Concordia (2003), dans le cadre d'une mission de sécurité conjointe avec l'OTAN[2].
- En République démocratique du Congo, pour la force EUFOR RD Congo (2006), en soutien à la forces des Nations unies de la MONUC durant la période électorale[3].
- Au Tchad et en République centrafricaine, pour la force EUFOR Tchad/RCA (2007), chargée de la sécurité des populations et l'assistance à l'aide humanitaire internationale apportée sur place[4].
- En Libye, pour la force EUFOR Libye (2011), en support de l'opération européenne d'aide et d'assistance humanitaire aux civils[5].
- En République centrafricaine, pour la force EUFOR RCA (2014), mandatée pour protéger les populations et faciliter la fourniture d'aide humanitaire[6].

## Compléments